# Erlebniswelt Seeteufel
Koordinaten: 47° 6′ 42″ N, 7° 19′ 6,4″ O; CH1903: 590879 / 217861
Die Erlebniswelt Seeteufel (früher Zoo Seeteufel) ist ein Tier- und Erlebnispark in Studen im Kanton Bern.
Er wurde 1960 von Hugo Steiner, einem der ersten Sporttaucher und Meeraquarianer der Schweiz gegründet, der in seinem Elternhaus diverse Aquarien und Schaubecken mit tropischen Fischen und weiteren Meerestieren ausstellte. Den Namen erhielt der Betrieb durch den Fang eines ca. einen Meter grossen Seeteufels durch Steiner im Mittelmeer. Im Laufe der Jahre wurde aus dem Aquarium ein Tierpark, welcher sich landesweit einen Namen durch die Zucht seltener Tierarten wie Orang-Utans, Kragenbären oder Sunda-Gavialen machte. Heute sind über 50 Tierarten aus fünf Erdteilen zu sehen. Darunter z. B. Grant-Zebras aus Afrika, Humboldt-Pinguine aus Südamerika, Luchse aus Europa, Tiger- und Netzpython aus Asien, Rotnacken-Wallabys und Emus aus Australien und Zwergotter (Indische Krallenotter) aus Asien.
Auf einer Fläche von mehr als 7 ha wird das Unternehmen heute in zweiter und dritter Generation Steiner geführt. Attraktionen sind viele Spiel- und Vergnügungsmöglichkeiten, die Geschick und Muskelkraft erfordern, eine Mini-Eisenbahn, die um einen ca. 1 ha grossen Teich mitten durch ein Naturschutzgebiet fährt, Pedalkarts, Riesen-Hüpfkissen, Seilbahnen, Autoscooter, ein antikes Karussell, Mini-Velölis, diverse Kletterburgen, Ponyreiten. Es werden Schaufütterungen bei den Kattas, bei den Humboldt-Pinguinen und bei den Indischen Krallenottern durchgeführt; einmal wöchentlich werden die Brillenkaimane, seltene Schildkröten und die Buntbarsche vor Publikum gefüttert. Kinder haben auf der Streichelwiese die Möglichkeit, Erfahrungen mit Haustieren wie Ziegen und Schafen zu machen.